# Homohadena badistriga
Homohadena badistriga là một loài bướm đêm trong họ Noctuidae.